# Langenberg (Hofbieber)
Langenberg ist der kleinste der 16 Ortsteile von Hofbieber in der hessischen Rhön.

## Geschichte
Langenberg war ein Ortsteil der am 31. Dezember 1971 aufgelösten Gemeinde Dörmbach an der Milseburg. Er ist der einzige Ortsteil dieser ehemaligen Gemeinde, der zu Hofbieber kam. Zum 31. Dezember 1971 wurde die Langenberg auf freiwilliger Basis in die Gemeinde Hofbieber eingemeindet. Wie für alle nach Hofbieber eingegliederten Gemeinden wurde auch für Elters ein Ortsbezirk gebildet.

## Politik
Für Langenberg besteht ein Ortsbezirk (Gebiete der Gemarkung Langenbieber) mit Ortsbeirat und Ortsvorsteher nach der Hessischen Gemeindeordnung. Der Ortsbeirat besteht aus drei Mitgliedern. Bei den Kommunalwahlen in Hessen 2021 betrug die Wahlbeteiligung zum Ortsbeirat 83,33 %. Alle Kandidaten gehörten der Bürgerliste an. Der Ortsbeirat wählte Hubertus Vilmar zum Ortsvorsteher.